# Vishnu Khare

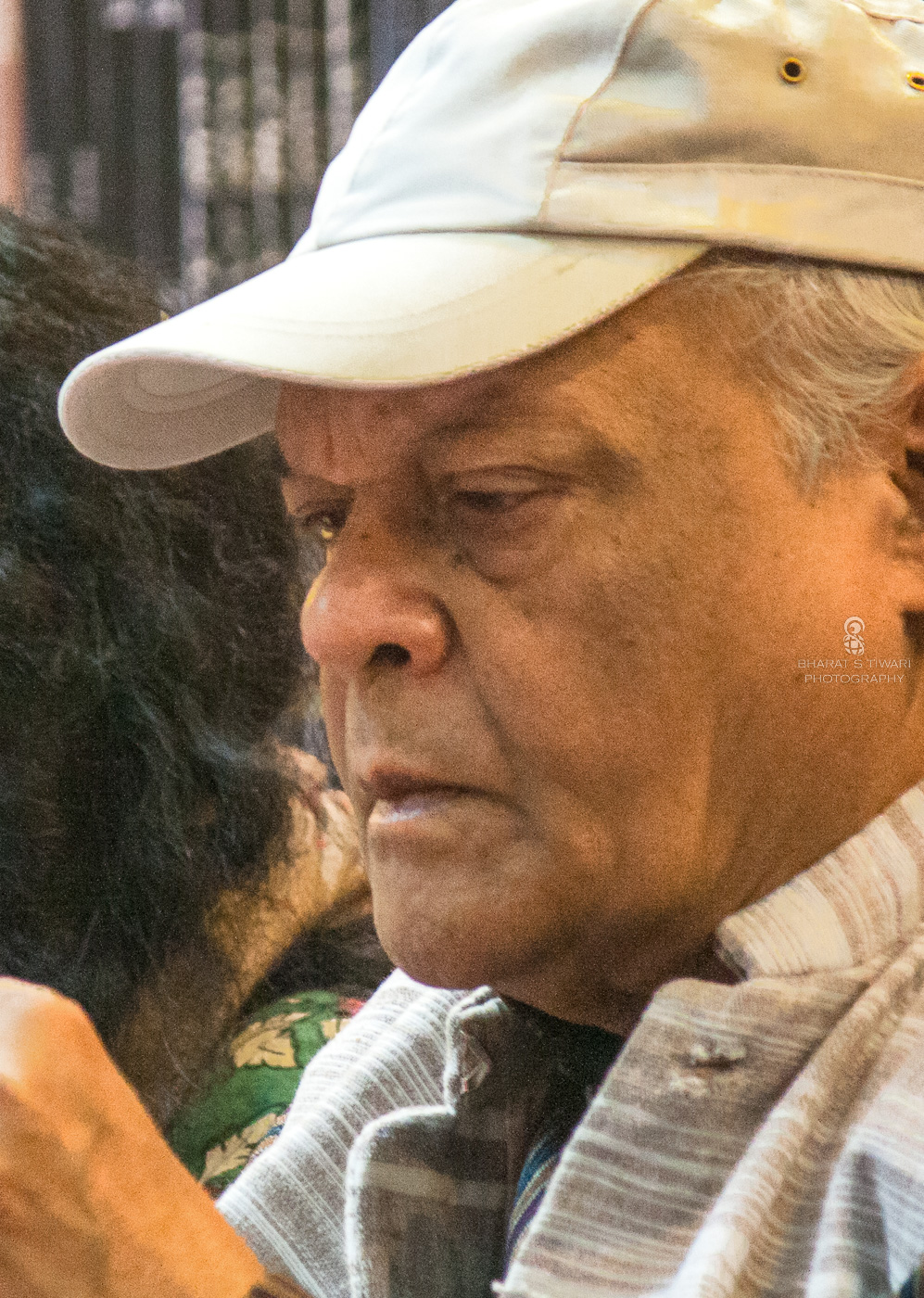
Vishnu Khare

Vishnu Khare (Hindi विष्णु खरे; * 2. Februar 1940 in Chhindwara, Madhya Pradesh; † 19. September 2018 in Delhi) war ein indischer Schriftsteller, Journalist, Literatur- und Filmkritiker sowie Übersetzer.

## Leben
Nach einem Englischstudium am Christian College in Indore arbeitete Khare 1963–1975 als Englischdozent, anschließend von 1976 bis 1984 als Programmsekretär der indischen Wissenschaftsakademie „Sahitya Akademi“. Er schlug 1985–1993 die journalistische Laufbahn ein, zunächst als Herausgeber bei der hindisprachigen Zeitschrift Dainik Indore (Indore) und der Navbharat Times, einer der am weitesten verbreiteten und meistgelesenen hindisprachigen Tageszeitungen Nordindiens, zunächst von Lakhnau, dann von Jaipur aus. Den letzten Lebensabschnitt verbrachte er als stellvertretender Vorsitzender der Akademie in Delhi.
Obwohl Khare bis zuletzt als Kolumnist über die Themen Literatur, Film und Kultur schrieb, überstieg sein Ruf als Übersetzer und als Autor lyrischer Prosa seinen Bekanntheitsgrad als Zeitungsmann. Der mehrsprachige Khare hatte bereits im Alter von 19 Jahren T. S. Eliots „The Waste Land“ ins Hindi übertragen und übersetzte später auch u. a.  Goethes „Faust“ und das finnische Epos Kalevala. Längere Auslandsaufenthalte, u. a. in der Tschechoslowakei, erweiterten seinen Horizont und führten zu Übertragungen der Werke von Czesław Miłosz, Wisława Szymborska und Miklós Radnóti ins Hindi.
Als Autor wie als Kritiker hielt Khare engen Kontakt zur jüngeren Generation, die ihn als Lehrer und Autor schätzte. Khare schaltete sich in nahezu sämtliche literarischen Debatten seiner Zeit ein, wurde aber trotz seiner bisweilen pointierten Stellungnahmen allgemein respektiert.

## Themen
Khares  Werk besteht neben seinen zahlreichen journalistischen Arbeiten aus sieben Gedichtbänden und fünf Bänden Film- und Literaturkritik Obwohl sein Werk insgesamt wenig umfangreich ist, übt es wegen seiner Tiefe starken Einfluss auf die Gegenwartsliteratur aus. Ähnliches gilt für seine Filmkritiken, die er in der Navbharat Times, The Pioneer, The Hindustan Times und Frontline veröffentlichte.
Khare, der sich stets der intellektuellen Mittelschicht zugehörig fühlte, thematisierte außer der Reflexion über die Aufgabe des Schriftstellers als Künstler die prekäre Situation der unteren Mittel- und Unterschichten, die weit verbreitete Korruption, die zunehmende Gewalt in den Konflikten zwischen den verschiedenen religiösen und sozialen Bevölkerungsgruppen (Kommunalismus) sowie die Stellung der Frau.

## Stil, Sprache
Khares Stil zeichnet sich durch freie, an Prosa gemahnende Verse aus, in denen er mit einfachen Worten in scharf beobachteten Alltagssituationen den Einzelnen in seiner Stellung gegenüber Gesellschaft, Religion und Familie in Erscheinung treten lässt.

## Privates
Khare fühlte sich zeitlebens seiner Heimatregion Chhindwara im Süden von Madhya Pradesh verbunden, dessen rauer, unwirtlicher Charakter das von ihm in seiner Jugend übersetzte Gedicht T. S. Eliots „Das wüste Land“ so treffend wiedergibt. Keinesfalls wollte er in Mumbai sterben. Khare war verheiratet und hinterließ einen Sohn.

## Auszeichnungen und Mitgliedschaften
Khare wurde für seine Tätigkeit mit zahlreichen in- und ausländischen Preisen ausgezeichnet, u. a. mit dem Hindi Academy Literature Award, dem Raghuvir Sahay Samman, Maithili Sharan Gupt Samman und Shikhar Samman. Für seine Übersetzung des Nationalepos der Finnen, Kalevala, ins Hindi erhielt er 1999 den finnischen Orden der Weißen Rose; für seine Übersetzung des estnischen Nationalepos, des Kalevipoeg, wurde er 2013 ausgezeichnet.  Khare war neben seiner Mitgliedschaft in der Sahitya Akademi Mitglied der Kalevala Society und der UNESCO-Kulturerbe-Kommission für Indien.

## Bewertung
- „Vishnu war ein großer Hindi-Dichter, und auf dem Gebiet der indischen Sprachen können Leute seiner Kreativität an den Fingern einer Hand abgezählt werden. Wie viele derart talentierte Kreative wie ihn gibt es denn? … Sein Beitrag zur Hindi-Dichtung ist unvergleichlich. Er gehört zu den wenigen Autoren, die der Hindi-Dichtung eine neue Sprache und eine neue Umgebung gaben. Es ist keine Übertreibung, wenn man sagt, dass Mahapran Nirala die Hindi-Dichtung von den Versen befreit hat, aber Vishnuji [d. h. Vishnu Khare] gab ihr einen einzigartigen Prosa-Gesang.“ - Nachruf in der Navbharat Times

- „Ein Großmeister der literarischen Welt des Hindi... ein literarischer Gigant... Er war wohl die bemerkenswerteste Gestalt auf dem Feld der Literatur, die nach der Unabhängigkeit auf Hindi schrieb ... Es ist wohl keine Übertreibung, wenn man sagt, die Literatur habe mit seinem Tod einen der wenigen angesehenen, vertrauenswürdigen, berühmten und allgemein bekannten Intellektuellen verloren, deren Beitrag zur Hindiliteratur innovativ und beispiellos war.“ - Nachruf auf ScrollIn

- „Seine Stellung als Hindi-Schriftsteller und Kritiker ist bekannt. Als Resident Editor and Acting Executive Editor der Navbharat Times bewies er beispielhaften Mut angesichts des Drucks, der von Hindu-Kommunalisten ausgeübt wurde, und er hat dafür den Preis bezahlt.“ - Nachruf im National Herald, 2018

- „Hindi hat einen seiner furchtlosesten und mutigsten Dichter und Kritiker verloren, der stets für Wahrheit und Gerechtigkeit, wie er sie sah, einstand. Seine Dichtkunst lotete in seltener Kennerschaft und mit tief empfundener menschlicher Empathie das kaum zur Kenntnis genommene städtische Leben in all seinem Leid, seiner Ungerechtigkeit und Menschlichkeit aus.“ - Ashok Vajpeyi

## Werke (Deutsch und Englisch)
- Der Ochsenkarren : Hindilyrik der siebziger und achtziger Jahre. Übs. von Lothar Lutze. Freiburg : Mersch 1983
- Die später kommen. Prosaische Gedichte. Aus dem Hindi von Lothar Lutze. Heidelberg : Draupadi 2006
- Felsinschriften : zeitgenössische Hindi-Lyrik. Ausgewählt von Monika Horstmann und Vishnu Khare. Heidelberg : Draupadi 2007 Leseprobe und Inhaltsangabe
- Gedichte. Übs. von Lothar Lutze. Delhi : Jayashree Publ. 1978
- Acht Gedichte. Übs.von Lothar Lutze. Delhi : Roopabh Printers 1978
- Living Literature - a Trilingual Documentation of Indo-German, Literary Exchange/ Deutsch-Indischer Literaturaustausch in drei Sprachen. Von Barbara Lotz und Vishnu Khare. Delhi : Shahdara 1998